# Apex, North Carolina
Apex är en kommun (town) i Wake County i North Carolina. Invånarantalet var 37 476 personer enligt 2010 års folkräkning. Money Magazine utsåg Apex till den bästa platsen att bo på i USA år 2015.